# Jean Fourcassié
Ne doit pas être confondu avec Jean Fourastié.
Jean Fourcassié est un écrivain français né le 17 octobre 1886 à Albi (Tarn), mort le 15 juillet 1955 à Calella (Catalogne). 

## Biographie
Licencié ès lettres, agrégé en lettres classiques, Jean Fourcassié a été professeur successivement à Saint-Étienne, Guéret, Tulle, Albi et Toulouse.
Sa spécialisation dans la littérature des Pyrénées le range aux côtés de la communauté des pyrénéistes.
Le Romantisme des Pyrénées, réédité en 1990 chez ESPER, Toulouse, constitue la pièce maîtresse de sa thèse de doctorat ès lettres soutenue en 1940.

## Publications
- Racine œuvres choisies, Paris, Hatier, 1915
- Mémento d'histoire de la littérature française, Paris, Belin, 1923
- Mémento d'histoire de la littérature latine, Paris, Belin, 1925
- La Mort de l'Andorre, Bagnères-de-Bigorre, Ramond, 1932
- Le Ski aux Pyrénées, in Revue Géographique des Pyrénées tome X, 1939
- Le Romantisme et les Pyrénées, Paris, Gallimard, 1940
- Stendhal juge de Toulouse, Annales de la Faculté des Lettres de Toulouse (A.F.L.T), 1951
- La Grande Haine de Chateaubriand : M. de Villèle, A.F.L.T, 1953
- Toulouse, une ville à l'époque romantique, Paris, Plon, 1953
- Villèle, Paris, Fayard, 1954, prix Thérouanne de l'Académie française en 1955
- Stendhal a menti, A.F.L.T, 1955